# Mieke Cabout
Frederike Jacobie "Mieke" Cabout, née le 30 mars 1986 à Gouda, est une joueuse de water-polo néerlandaise. Elle est la petite-fille du joueur de water-polo Joop Cabout.

## Carrière
Mieke Cabout est sacrée championne olympique aux Jeux d'été de 2008 à Pékin. Elle est aussi médaillée de bronze au Championnat d'Europe de water-polo féminin 2010 à Zagreb.